# Miguel de la Plata y Marcos
Miguel de la Plata y Marcos (Madrid, 11 de noviembre de 1837-La Habana, 20 de julio de 1885) fue un médico y bibliógrafo español.

## Biografía
Natural de Madrid, donde nació en 1837, se decantó por la medicina militar, que le condujo a Cuba. Como bibliógrafo, dio a la imprenta unos Estudios biográfico-bibliográficos de la medicina militar española (1864) y una Colección bio-bibliográfica de escritores médicos españoles (1882), con «nuevos datos en un campo apenas explorado dentro de la bibliografía española», según Teresa Rodríguez González. Escribió también una biografía de Carlos Mendieta y colaboró con una larga nómina de publicaciones, entre las que se cuentan La España Médica, La Clínica y La Gaceta de Sanidad Militar. Falleció en La Habana en 1885.